# Duddell Street
Die Duddell Street (chinesisch 都爹利街, Pinyin Dūdiēlì Jiē, Jyutping Dou1de1lei6 Gaai1) ist eine Straße in Central, dem zentralen Stadtteil von Hongkong. Sie verbindet die Queen’s Road Central im Norden mit der Ice House Street im Süden. Benannt ist sie nach George Duddell (1821–1887), einem Auktionator und Landbesitzer.

## Namensherkunft
Die 150 Meter lange Duddell Street ist benannt nach George Duddell und dessen Bruder Frederick Duddell. Die Brüder Duddell, insbesondere George Duddell, der Auktionator, waren große Landbesitzer der Gegend um Duddell Street, die nach der britischen Annexion Hongkongs 1841 von Macau nach Hongkong emigrierten bzw. sich auf der Insel niederließen. Die Gräber von Frederick Duddell und dessen Ehefrau befinden sich auf dem alten protestantischen Friedhof von Macau.

## Treppenanlage und Gaslampen
Am südlichen Ende der Straße führt eine Freitreppenanlage zur Ice House Street. Diese ist seit 1979 als Kulturdenkmal Duddell Street Steps and Gas Lamps geschützt. Sie besteht aus 56 Granit-Stufen und zwei Treppenabsätzen. Insgesamt haben die drei Teile der Treppe eine Länge von etwa 18 Metern. Es ist nicht sicher geklärt, wann die Treppe gebaut wurde, man geht jedoch nach der Analyse von Karten von einer Bauzeit zwischen 1875 und 1889 aus. Neuere Untersuchungen ergeben, dass die Treppenanlage im Jahr 1883 fertig gestellt wurde.
An den unteren und oberen Enden der Balustrade befinden sich insgesamt vier Gaslampen, die ebenfalls zum Kulturdenkmal gehören. Es handelt sich um etwa 2,5 Meter hohe und mit zwei Leuchten ausgestattete Rochester-Lampen (Two-light Rochester Model) der Firma William Sugg and Co. (heute Sugg Lighting). Die von Hong Kong and China Gas betriebenen und in Stand gehaltenen Lampen wurden anfangs manuell bedient und werden heute zwischen 18 Uhr und 6 Uhr automatisch ein- und ausgeschaltet. Seit 1967 sind die vier Lampen in der Duddell Street die einzigen gasbetriebenen Straßenlampen Hongkongs. 1984 musste die Verwaltung einige Teile der Gaslampen (Lampenschirme u. a.) in Großbritannien nachbestellen, um sie ersetzen zu können.
Im September 2018 hat der Taifun Mangkhut zu großen Beschädigungen der Anlage geführt. Durch umstürzende Bäume wurden drei der vier Gaslampen sowie Teile der Treppengeländer zerstört. Nach etwa 15 Monaten gegen Ende Dezember 2019 waren alle Schäden beseitigt und fachgerecht behoben worden.

## Sonstige Gebäude
Die meisten Gebäude in der Duddell Street werden heute vorwiegend als Geschäfts- und Büroräume genutzt. Im Hong Kong Diamond Exchange Building (Duddell Street 8–10) befand sich die Hongkonger Diamantenbörse. Die Luxusmodemarke Shanghai Tang hat 2012 in der Duddell Street einen Flagship Store eröffnet. Starbucks betreibt im Baskerville House (Duddell Street 13) ein Café, dessen Design sich am Stil der klassischen Bing-sutt-Cafés (kantonesisch 冰室 – „etwa Eisraum, eiskalter Raum“) der 1950er- und 1960er-Jahre Hongkongs orientiert.

## Trivia
Die Treppenanlage ist eine beliebte Kulisse bei Touristen, Hochzeitspaaren sowie bei Filmen und Serien aus Hongkong. Die abendliche romantische Atmosphäre unter den letzten Gaslampen Hongkongs gilt als ein beliebter Treffpunkt für verliebte Paare und Spaziergänger der Gegend. Der historische Sitz des Gründungsbüros der South China Morning Post (damals South Tsing Morning Post, 南清早報) befand sich einst auf der Duddell Street.

## Galerie

Duddell Street
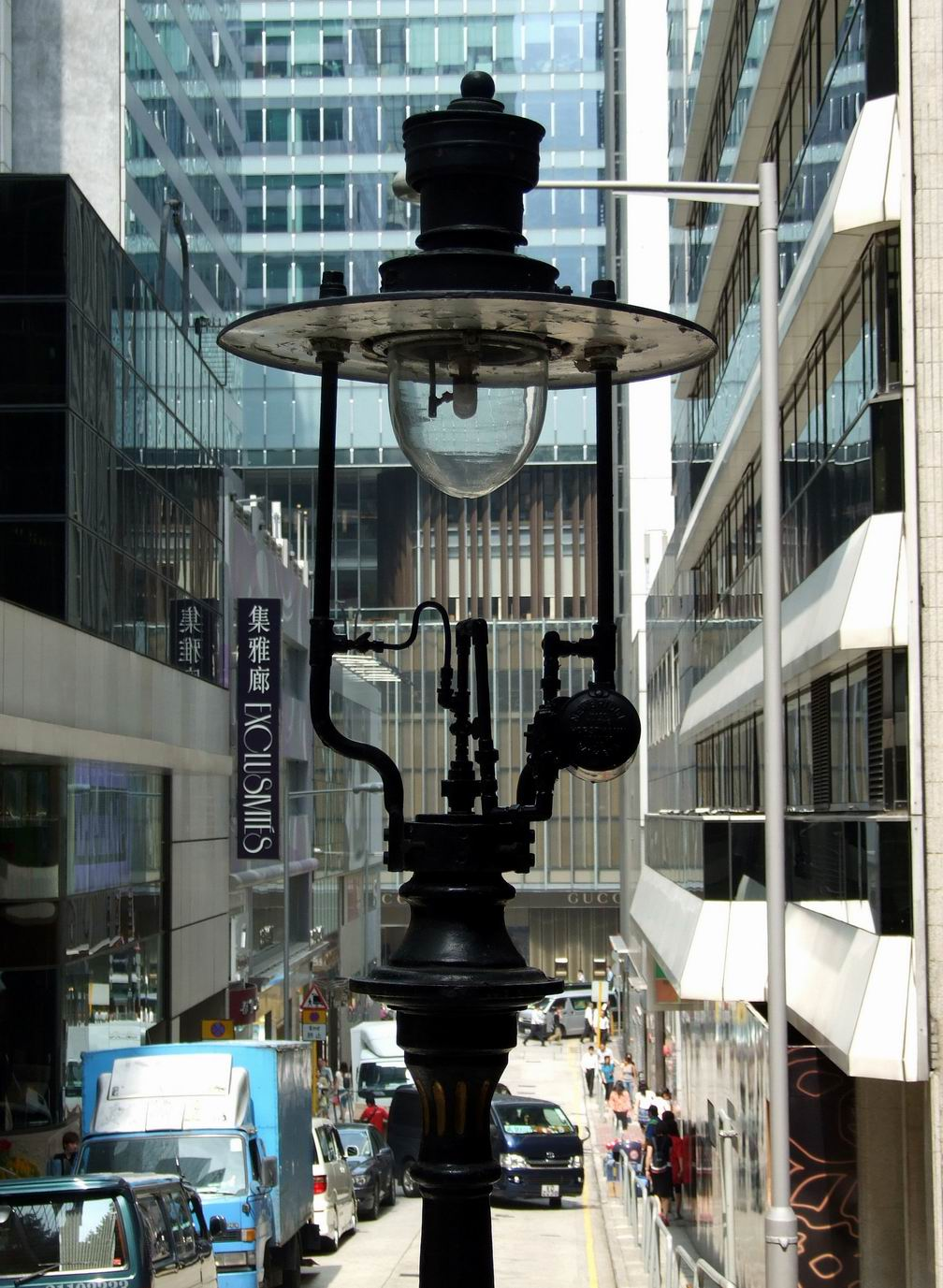
Gaslampe – Details, 2007
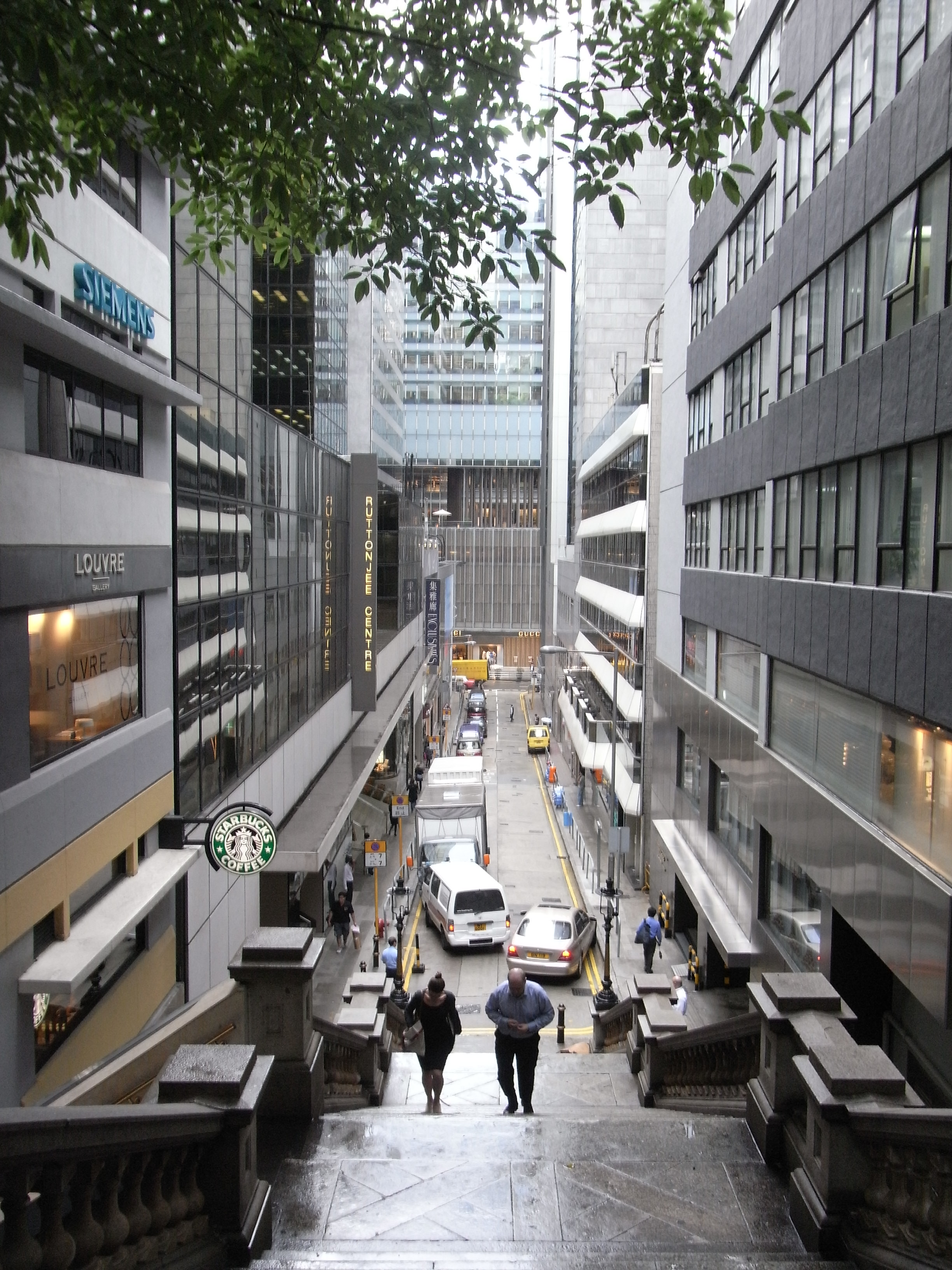
Blick gegen Norden, 2010
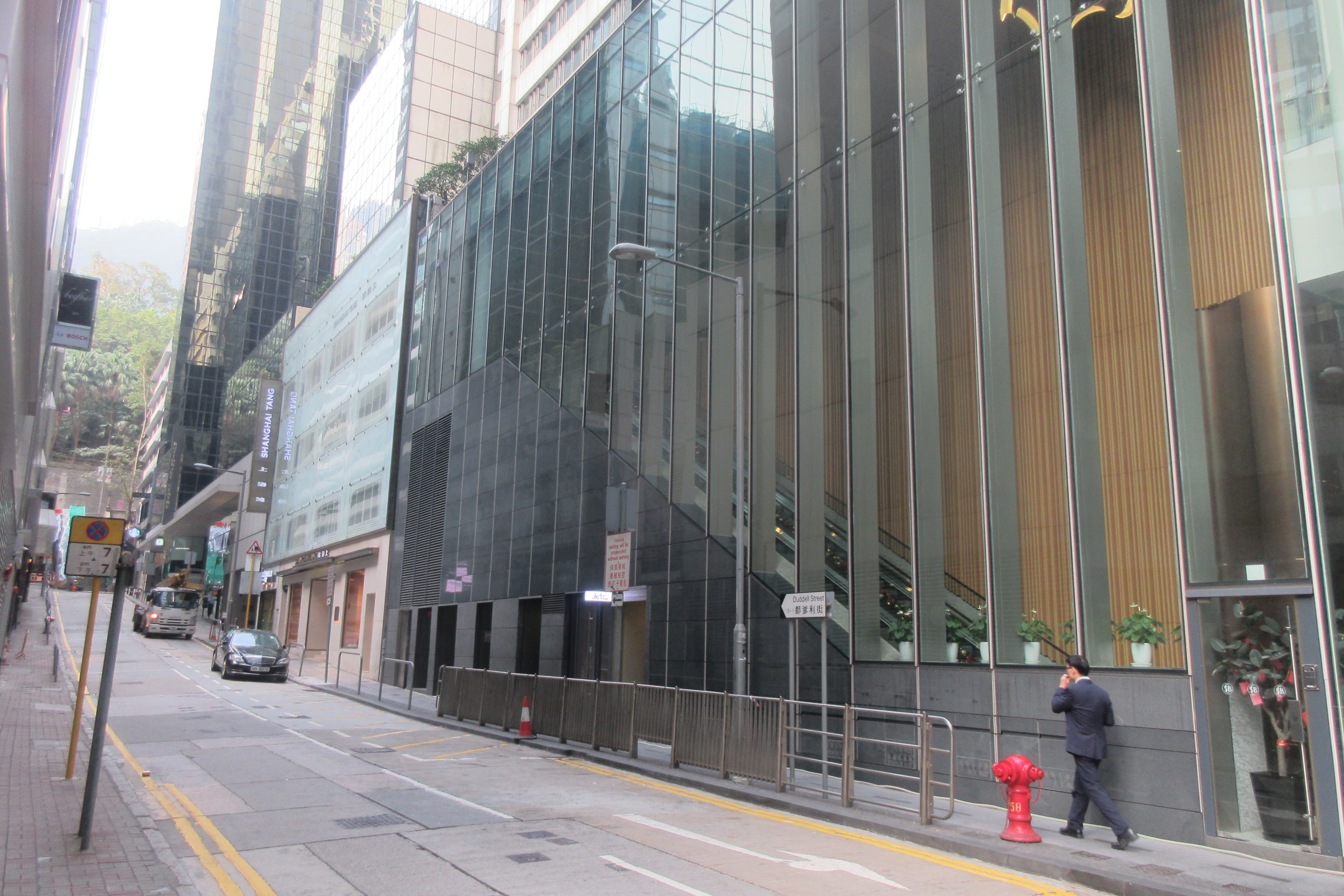
Blick gegen Süden – Ecke SCB-Tower[A 1], 2018
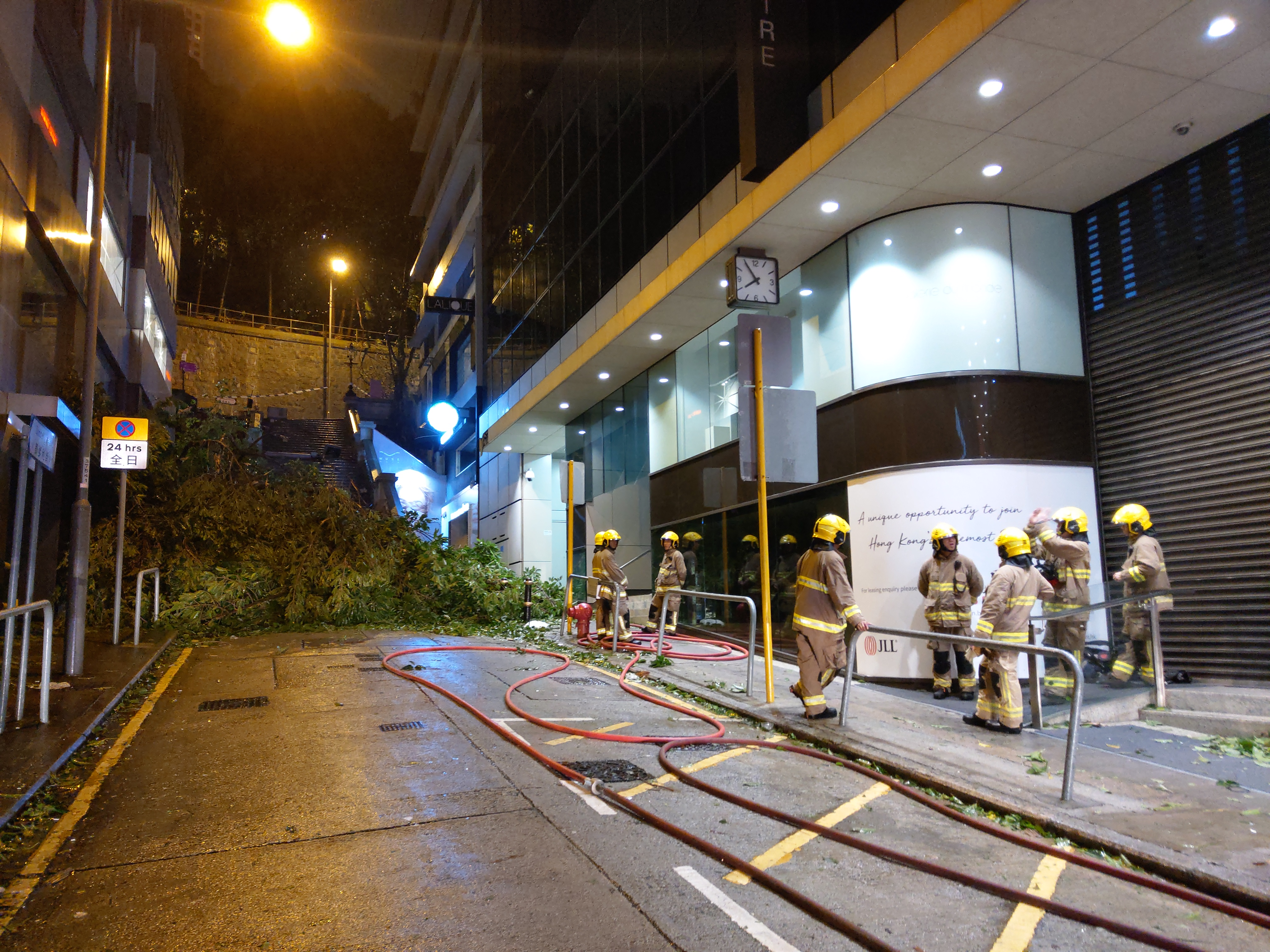
Blick gegen Süden – Taifunschäden, 2018
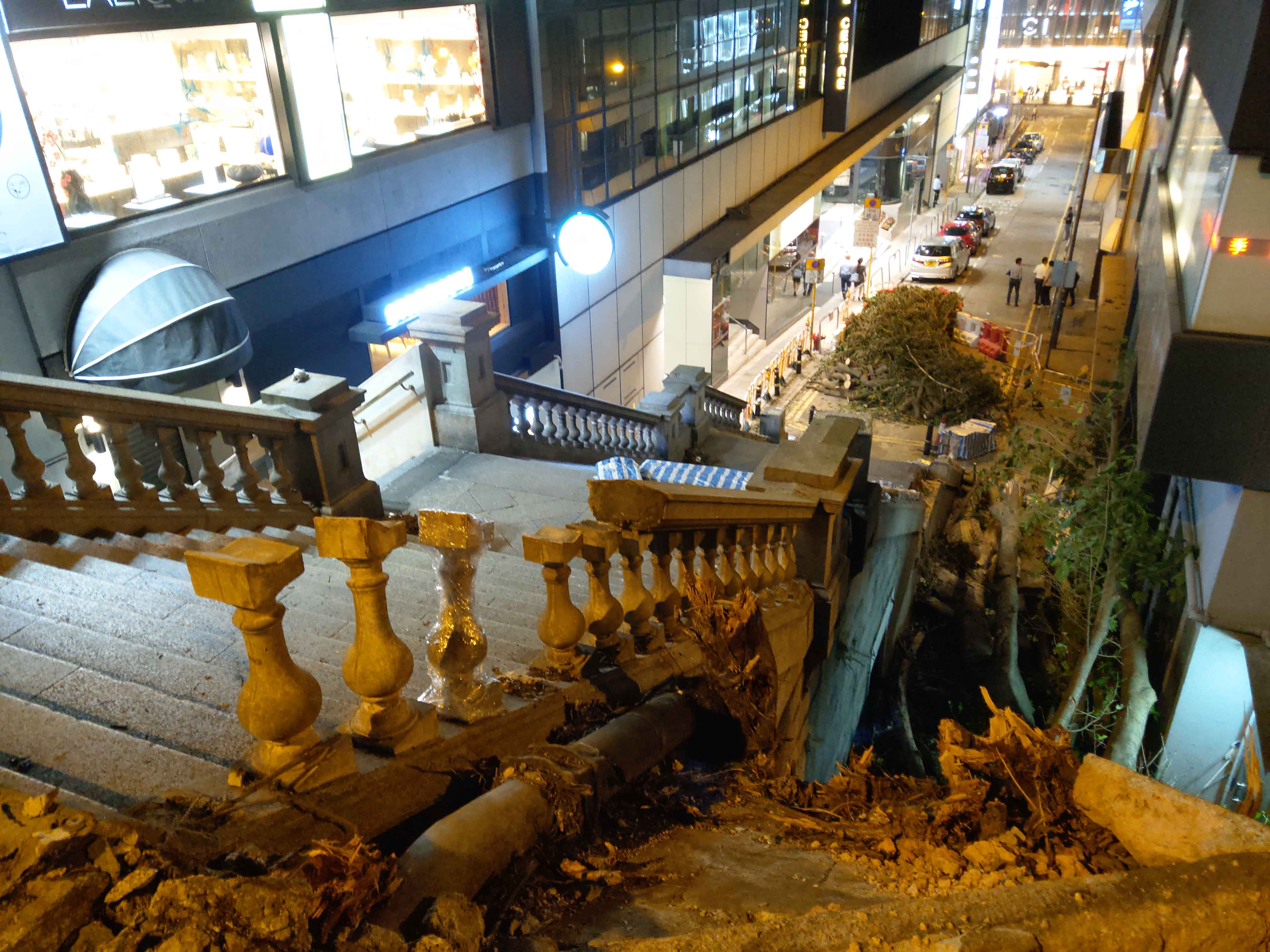
Schäden nach Taifun Mangkhut, 2018